# Universidad de San Pedro
La Universidad de San Pedro (St. Peter's University en idioma inglés) es una universidad privada, católica, de la Compañía de Jesús (Jesuitas), ubicada en Jersey City (Nueva Jersey), Estados Unidos de América. Forma parte de la Asociación de Universidades Jesuitas (AJCU), en la que se integran las 28 universidades que la Compañía de Jesús dirige en los Estados Unidos.

## Historia
La universidad fue fundada en 1872 por la Compañía de Jesús. Ha estado siempre a la vanguardia de los derechos civiles, llevando a cabo la desegregación en 1965 y convirtiéndose en coeducacional en 1966. Se denominó Saint Peter's College hasta septiembre de 2012, cuando cambió su nombre al actual.

## Deportes
Los Saint Peter's Peacocks compiten con 17 equipos en la Metro Atlantic Athletic Conference de la División I de la NCAA.